# Mettersdorf am Saßbach
Mettersdorf am Saßbach osztrák mezőváros Stájerország Délkelet-stájerországi járásában. 2017 januárjában 1293 lakosa volt.

## Elhelyezkedése

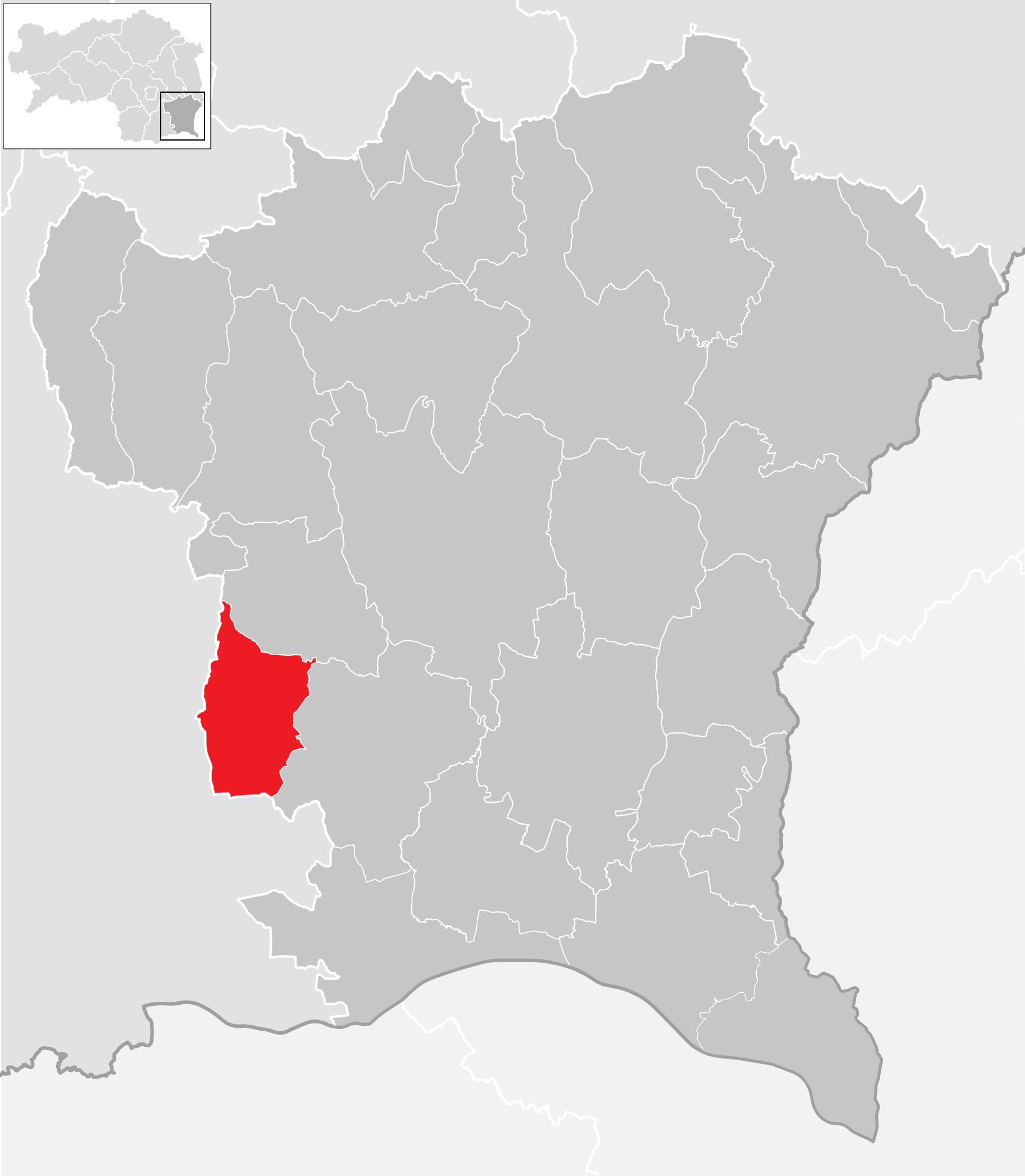
Mettersdorf am Saßbach a Délkelet-stájerországi járásban

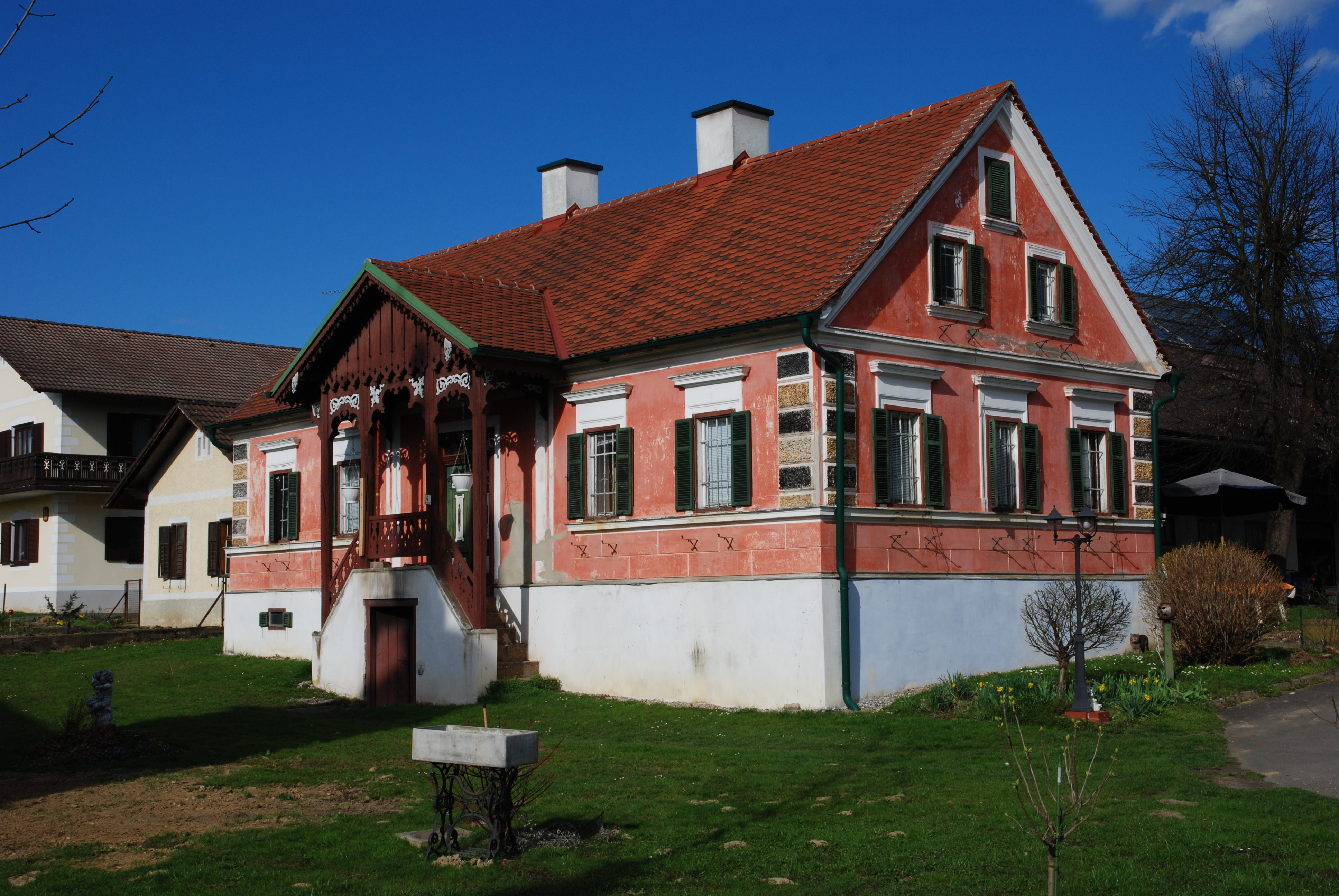
19. századi műemlék parasztház

Mettersdorf am Saßbach a Kelet-Stájerország régióban, a Kelet-stájer dombságon fekszik a Saßbach (a Mura bal oldali mellékfolyója mentén). Legmagasabb pontja a 433 méteres Pöllerberg. Az önkormányzat 5 települést egyesít (valamennyit a saját katasztrális községében): Landorf (144 lakos), Mettersdorf am Saßbach (462), Rannersdorf am Saßbach (245), Rohrbach am Rosenberg (143), Zehensdorf (300).
A környező önkormányzatok: északkeletre Jagerberg, délkeletre Sankt Peter am Ottersbach, délnyugatra Sankt Veit in der Südsteiermark, északnyugatra Schwarzautal.

## Története
Az ember legkorábbi nyomai a mezőváros területén i.e. 4-3000 körülről származnak. A római időkben, nagyjából i.sz. 100-ban egy római majorság (villa rustica) állt Rannersdorfban. Mettersdorf első írásos említésére az 1220-as Babenberg-urbáriumban került sor, de szláv neve alapján (a "medved"-medve szóból) maga a falu évszázadokkal korábban alakulhatott meg. A kora középkorban a bajorok eleinte a Mura völgyébe települtek be Délkelet-Stájerországban, amelyet erdős dombok széles sávja védett. A dombvidék benépesülésére csak a magyar portyázások veszélyének elhárulása után került sor a 12. században. Mettersdorf a stájer herceg tulajdonában volt, majd II. Ottokár cseh királyhoz került; annak halála után pedig a Wallsee nemesi családhoz. A későbbiekben a leghosszabb ideig, egészen 1848-ig a seckaui püspök seggaui (ma Leibnitz) uradalmához tartozott. Mettersdorf szegény parasztközösség volt, templom nélkül; kastélyt sem építettek ide.
Az 1848-as bécsi forradalom után felszámolták a feudális birtokokat és megalakult a falu önkormányzata. A 19. század végén természeti katasztrófák sújtották a települést: 1874-ben április végéig havazott és még május végén is fagyott; ebben az évben elmaradt a termés. A következő évben az állandó esők, 1876-ban pedig a májusi fagyok pusztították el a vetést. 1880-ra 250 kisbirtokot árvereztek el.
Mettersdorf 1998-ban mezővárosi státuszt kapott.  

## Lakosság

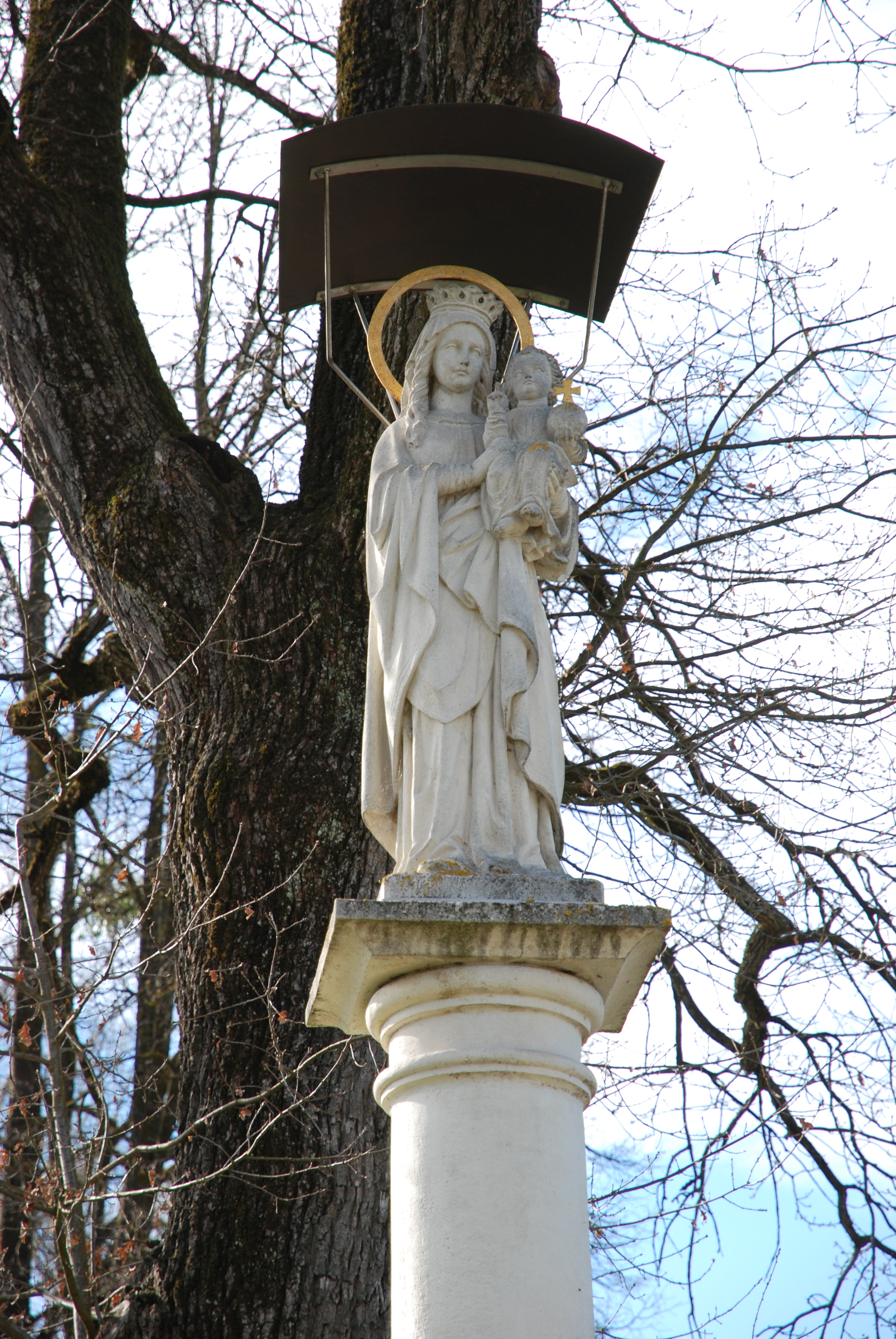
A Mária-oszlop

A Mettersdorf am Saßbach-i önkormányzat területén 2017 januárjában 1293 fő élt. A lakosságszám 1981 óta (akkor 1454 fő) folyamatosan csökken. 2015-ben a helybeliek 97,4%-a volt osztrák állampolgár; a külföldiek közül 0,9% a régi (2004 előtti), 1,2% az új EU-tagállamokból érkezett. 2001-ben a lakosok 97,3%-a római katolikusnak, 0,5% evangélikusnak, 1,1% pedig felekezet nélkülinek vallotta magát.

## Látnivalók
- a Jézus szíve-plébániatemplom
- Rannersdorf kápolnája
- a Mária-oszlop
- Villa rustica római múzeum
- Ursula-forrás

## Testvértelepülések
- Magyarszék (Magyarország)

## Fordítás
- Ez a szócikk részben vagy egészben  a   Mettersdorf am Saßbach című német Wikipédia-szócikk ezen változatának fordításán alapul.  Az eredeti cikk szerkesztőit annak laptörténete sorolja fel. Ez a jelzés csupán a megfogalmazás eredetét és a szerzői jogokat jelzi, nem szolgál a cikkben szereplő információk forrásmegjelöléseként.